# Капнохори (дем Кожани)
Вижте пояснителната страница за други значения на Капнохори.
Капнохори или Софулар (на гръцки: Καπνοχώρι, катаревуса Καπνοχώριον, Капнохорион, до 1954 година Σοφουλάρ, Софулар) е село в Гърция, в дем Кожани, област Западна Македония.

## География
Капнохори е разположено на 675 m надморска височина, в югоизточния край на котловината Саръгьол.

## История

### В Османската империя
В края на XIX век Софулар е турско село в Кожанска каза на Османската империя. Според статистиката на Васил Кънчов („Македония. Етнография и статистика“) през 1900 година в Софулер, Кожанска каза, има 354 турци.
На Етнографската карта на Битолския вилает на Картографския институт в София от 1901 година Софулар е чисто турско село в Кожанската каза на Серфидженския санджак с 60 къщи.
Според гръцкото консулство в Еласона през 1904 година в сборното село Искюплер с четири махали Хаджилар, Софолар, Кьоселер и Саинлер живеят 680 турци.

### В Гърция
През Балканската война в 1912 година в селото влизат гръцки части и след Междусъюзническата в 1913 година остава в Гърция. В 1913 година селото (Σοφουλάρ) има 305 жители. През 20-те години населението му се изселва в Турция и на негово място са настанени гърци туркофони бежанци от Турция. В 1928 година селото е изцяло бежанско със 74 семейства и 318 жители бежанци. След 1923 година от бежанци е обновено съседното село Текес (Теке), което в 1928 година има 90 жители. На 16 октомври 1940 година селото е слято със Софулар.
През 1954 година името на селото е сменено на Капнохорион.
Населението традиционно произвежда тютюн и жито.
| Име                                        | Име         | Ново име    | Ново име    | Описание                                   |
| ------------------------------------------ | ----------- | ----------- | ----------- | ------------------------------------------ |
| Кара Орман или Кара Романи или Каран Орман | Καράν Όρμάν | Мавро Дасос | Μαύρο Δάσος | връх в Скопос на ЮЮИ от Капнохори (1218 m) |

| Година    | 1913 | 1920 | 1928 | 1940 | 1951 | 1961 | 1971 | 1981 | 1991 | 2001 | 2011 | 2021 |
| --------- | ---- | ---- | ---- | ---- | ---- | ---- | ---- | ---- | ---- | ---- | ---- | ---- |
| Население | 305  | 374  | 316  | 782  | 482  | 448  | 389  | 388  | 386  | 357  | 301  | 221  |

## Личности
Родени в Капнохори
- Ахмет Хулки Сарал (1905 – 1982), османски генерал